# 명봉역
명봉역(Myeongbong station, 鳴鳳驛)은 전라남도 보성군 노동면에 위치한 경전선의 철도역이다. 1930년 12월 25일에 영업을 시작하여 현재에 이르고 있다. 무궁화호가 1일 7회 정차하며 2021년 1월 15일 시간표 개정으로 남도해양열차가 수요일부터 일요일까지 왕복 1회 운행한다. 주변 교통이 매우 불편한 데다(버스 1일 3회 왕복) 역 근처에 25퍼밀의 급경사 구간이 있기 때문에 계속 역무원을 배치하여 영업하였으나, 2008년 6월 16일부터 무배치간이역으로 격하되어 역무원이 근무하지 않는다. KBS에서 방영한 드라마 여름향기의 촬영지로 알려져 있다. 역 건물은 한국철도공사 선정 준철도기념물로 지정되었다.

## 역명 유래
본래 노동면의 지역으로써 명봉산(군산천)밑이 되므로 명봉이라 하였는데 1914년 행정구역 통폐합으로 봉화(鳳化)리를 통합하여 명봉리라 하였다. 울 명(鳴)과 새 봉(鳳)을 쓰고 있으며 풍수지리학적으로 주변 마을인 봉화촌 뒷산마을을 숫봉황이라 하고 봉동마을 뒷산을 암봉황이라 하여 명봉천을 사이에 두고 서로 그리워하는 울음소리가 명봉리 부근에 들려오는 형국이라 명봉(鳴鳳)이라 하였으며 지역 명칭을 따라 명봉역이라 명명하였다.

## 역사
- 1930년 12월 25일 : 보통역으로 영업 개시[1]
- 1958년 12월 31일 : 역사 신축 준공
- 1977년 5월 16일 : 수소화물취급중지[2]
- 1985년 11월 1일 : 화물 취급 중지[3]
- 1991년 1월 1일 : 소화물 취급 중지
- 1991년 4월 20일 : 화물 취급 개시(규석 한정)[4]
- 2006년 11월 15일 : 화물 취급 중지[5]
- 2008년 6월 16일 : 무배치간이역으로 격하
- 2014년 11월 12일 : 전남본부장명 명예역장배치 및 맞이방에 철도사진 갤러리개장
- 2021년 1월 15일 : 남도해양열차 정차 개시

### 승강장
| ↑이양     |
| 승강장 \| |
| 보성↓     |

| 승강장 | 경전선 | 무궁화호 S-Train | 부산·순천·서광주 방면 |

## 사진

역사 (광장쪽)
역사 (선로쪽)
역 구내
승강장
역사 야경 (광장쪽)
역사 야경 (선로쪽)
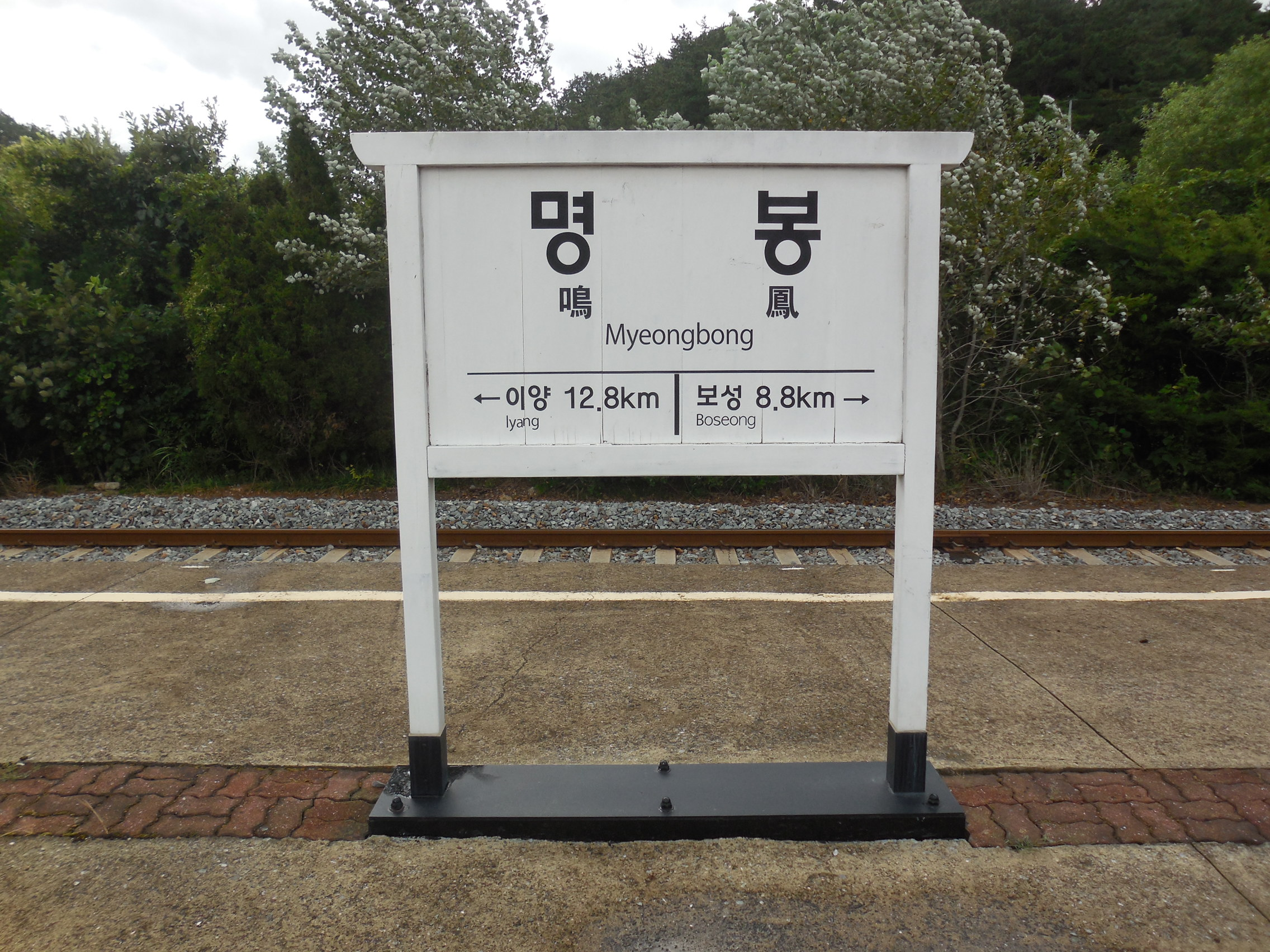
역명판

## 인접한 역
| 경전선         | 경전선              | 경전선             |
| -------------- | ------------------- | ------------------ |
| 보성 부전 방면 | 무궁화호 경전선     | 이양 목포 방면     |
| 보성 부산 방면 | 남도해양열차 경전선 | 능주 광주송정 방면 |